# Somalidrilus elongatus
Somalidrilus elongatus är en ringmaskart som först beskrevs av Erséus 1986.  Somalidrilus elongatus ingår i släktet Somalidrilus och familjen glattmaskar. Inga underarter finns listade i Catalogue of Life.